# Juan Bonet de Paredes
Juan Bonet de Paredes (Orihuela, ¿? - Toledo, 25 de febrero de 1710) fue un compositor y maestro de capilla español del siglo XVII. Fue maestro de capilla de Berlanga de Duero, Soria; maestro de capilla de la Catedral de Ávila; notario del Tribunal de la Inquisición de Toledo; capellán de Las Descalzas Reales de Madrid y maestro de capilla de la Catedral de Toledo.

## Biografía
Se desconoce la fecha exacta de su nacimiento, pero se sabe es que era originario de Orihuela, en la provincia de Alicante, hijo de Juan e Inés. Pasó luego a Madrid para ampliar sus estudios de música. 
El 21 de marzo de 1678 pasó a ocupar el cargo de maestro de capilla de la Colegiata de Berlanga de Duero. Durante su magisterio, en octubre de 1680, se presentó sin éxito a las oposiciones para el mismo cargo en la Catedral de Oviedo]], que se llevó Vicente Pantoja Galán. Ese mismo año, en noviembre, se presentó a las oposiciones al magisterio de la Catedral de Palencia. De nuevo, no obtuvo la plaza, que fue para Francisco Zubieta, pero en las que obtuvo una buena calificación:

[...] se le hacía mala obra a los maestros que habían concurrido otros dos, se le cometió el examen el maestro Viana y fue llamado Juan Cedazo, el primero, estando los dos retirados, y llamando a Juan Bonet de Paredes, que había venido de Berlanga, y hizo sus ejercicios y mostró otras habilidades.

Dos años después se trasladó a Madrid, pues cuando a comienzos de 1682 el cabildo de Ávila trató de buscar sucesor al maestro Gaspar de Liceras Isla, muerto el 24 de diciembre del año anterior, se propuso rápidamente su nombre, y aparece en las actas como residente en la villa de Madrid. El 26 de febrero tomó posesión de la ración y cargo de maestro de capilla. En 1683 oposito al magisterio de las Descalzas Reales de Madrid, pero al parecer esta vez no le fue otorgado, pues en los meses siguientes siguió apareciendo y actuando como maestro de capilla de la Catedral de Ávila.
Se sabe que en junio de 1684 estaba enfermo en Madrid. Finalmente, el 27 de septiembre de 1684 pidió irse a Segovia «por precisarle sus achaques a mudar de aires». El Cabildo se la concedió y se mudó. Ese año le dieron una capellanía, lo que prueba que era sacerdote. En 1685 le aumentaron treinta ducados sobre los 250 que tenía de salario en la ración de los mozos de coro «por la buena enseñanza y asistencia que les tiene». Fue despedido del cargo en 1686 por un incidente tenido con un canónigo en la procesión del domingo, pero en 1690, para juzgar las obras que habían compuesto los opositores al magisterio de capilla, se las enviaron a él: las actas capitulares hablan en aquel momento del «Maestro de capilla del convento de la Encarnación Real de Madrid». Así figura también en un documento de la catedral de Santiago de Compostela de 1690, cuando aquel Cabildo le envió las obras de los opositores a maestro de capilla para que las juzgase, lo cual prueba, una vez más la alta reputación de que gozaba en toda España.
Barbieri aporta otros datos, de su persona, tomados de la catedral de Toledo, como el de que era natural de Orihuela, aunque no da la fecha de su nacimiento. Dice también que siendo joven lo enviaron sus padres a Madrid y añade que en 1688 fue nombrado notario del Tribunal de la Inquisición de Toledo y el 1691 capellán de las Descalzas de Madrid. El 5 de noviembre de 1706 fue nombrado MC de la catedral de Toledo como sucesor de Pedro Ardanaz, tomando posesión del magisterio el 1 de julio de 1707. Siguió en Toledo hasta su muerte el 25 de febrero de 1710.